# Смінтуриди
Смінтуриди (Sminthuridae) — родина колембол. Описано понад 260 видів.

## Опис
Як і інші Symphypleona, смінтуриди мають кулясту форму та мають фуркулу, яка дозволяє їм стрибати. Представники цієї родини мають чотиричленикові вусики, у яких базальний сегмент короткий, а решта послідовно збільшуються в довжину. Кінцевий членик антенни має близько 20 завитків волосків і розділений на численні підсегменти. Смінтуриди також мають добре розвинені трахеї. Лігво має багато щетинок, на відміну від Mackenziellidae , де воно має 3 щетинки. У самиць є субанальні придатки. 

## Спосіб життя
Смінтуриди трапляються в поверхневих шарах підстилки, на рослинності та в кронах тропічних лісів. Деякі види живуть у прісній воді.

## Класифікація
Класифікація згідно з Checklist of the Collembola of the World :
- Sminthurinae Lubbock, 1862
  - Allacma Börner, 1906
  - Austrosminthurus Delamare Deboutteville & Massoud, 1963
  - Caprainea Dallai, 1970
  - Galeriella Curcic & Lucic, 2007
  - Janusius Bretfeld, 2010
  - Novokatianna Salmon, 1944
  - Pararrhopalites Bonet & Tellez, 1947
  - Richardsitas Betsch, 1975
  - Sminthurus Latreille, 1802
  - Spatulosminthurus Betsch & Betsch-Pinot, 1984
  - Temeritas Richards, 1963
  - † Archeallacma Sánchez-García & Engel, 2016
  - † Brevimucronus Christiansen & Pike, 2002
  - † Grinnellia Christiansen & Nascimbene, 2006
  - † Katiannasminthurus Sánchez-García & Engel, 2016
  - † Mucrovirga Christiansen & Nascimbene, 2006
  - † Sminthurconus Christiansen & Nascimbene, 2006
  - † Sminthuricinus Christiansen & Nascimbene, 2006
- Songhaicinae Sánchez-García & Engel, 2016
  - Disparrhopalites Stach, 1956
  - Gisinurus Dallai, 1970
  - Songhaica Lasebikan, Betsch & Dallai 1980
  - Soqotrasminthurus Bretfeld, 2005
  - Varelasminthurus da Silva, Palacios-Vargas & Bellini, 2015
- Sphyrothecinae Betsch, 1980
  - Afrosminthurus Delamare Deboutteville & Massoud, 1964
  - Lipothrix Börner, 1906
  - Neosminthurus Mills, 1934
  - Paralipothrix Bretfeld, 1999
  - Parasphyrotheca Salmon, 1951
  - Sphyrotheca Börner, 1906
  - Szeptyckitheca Betsch & Weiner, 2009
  - † Sphyrotheciscus Sánchez-García & Engel, 2016